# گلاکو سیگنورینی
گلاکو سیگنورینی (انگلیسی: Glauco Signorini; ۱ ژانویهٔ ۱۹۱۳ – ۴ اوت ۱۹۸۷) بازیکن فوتبال اهل ایتالیا بود.
از باشگاه‌هایی که در آن بازی کرده‌است می‌توان به باشگاه فوتبال آ.اس. رم اشاره کرد.